# Філіпповка (Переволоцький район)
Філі́пповка (рос. Филипповка) — село у складі Переволоцького району Оренбурзької області, Росія.

## Населення
Населення — 249 осіб (2010; 300 у 2002).
Національний склад (станом на 2002 рік):
- росіяни — 73 %